# ロシア社会主義連邦ソビエト共和国運輸通信人民委員部
ロシア社会主義連邦ソビエト共和国運輸通信人民委員部（ロシアしゃかいしゅぎれんぽうソビエトきょうわこくうんゆつうしんじんみんいいんぶ、ロシア語: Народный комиссариат путей сообщения РСФСР、通称НКПС РСФСР、Наркомпуть）は、ロシア社会主義連邦ソビエト共和国の人民委員部。主にロシア社会主義連邦ソビエト共和国の鉄道やその他の輸送活動を管理する機関として、1917年から1923年まで存在した。

## 歴史
運輸通信人民委員部はもともと、1917年10月26日〈グレゴリオ暦11月8日〉の第2回全ロシア労働者・兵士代表ソビエト大会で鉄道人民委員部（Народного комиссариата по железнодорожным делам）として設立された。ソビエトにおける最初の人民委員部であり、同大会で宣言された「人民委員会議設立に関する命令」に基づく。
後に鉄道人民委員部は、内陸水運管理局の管轄権を委譲され、運輸通信人民委員部に改称した。しかし、1918年2月27日のロシア社会主義連邦ソビエト共和国人民委員会議命令によって、水路関係の管轄権は国民経済最高会議に帰属することとなり、運輸通信人民委員部は鉄道の管理と鉄道輸送組織を管轄下に置いた。
1921年以降、自動車や荷馬車、路面電車での輸送、その他の荷役、運送業務などが運輸通信人民委員部に移管されていった。
1921年12月9日、フェリクス・ジェルジンスキーの主導により、全ロシア中央執行委員会および労働・国防会議による法令「倉庫、貨物上屋、貯蔵室ならびに鉄道および水上交通網の施設保護について」の採択が行われた。これを受け、運輸通信人民委員部では鉄道施設、貨物や旅客列車などの鉄道・通信網に対する大規模攻撃を避けるため、武装組織の整備が行われるようになった。
1923年、ソビエト社会主義共和国連邦の成立によって、ロシア社会主義連邦ソビエト共和国運輸通信人民委員部は、ソビエト連邦運輸通信人民委員部に発展的解消された。

## 運輸通信人民委員
| ロシア社会主義連邦ソビエト共和国 運輸通信人民委員 | 肖像 | 在任期間                                     |
| ------------------------------------------------- | ---- | -------------------------------------------- |
| マルク・エリザロフ                                |      | 1917年11月8日〈21日〉 — 1918年1月7日〈20日〉 |
| ヴェニアミン・スヴェルドロフ                      |      | 1918年1月7日〈20日〉 — 1918年2月24日         |
| アレクセイ・ロゴフ                                |      | 1918年2月24日 — 1918年5月9日                 |
| ピョートル・コボゼフ                              |      | 1918年5月9日 — 1918年6月                     |
| ウラジーミル・ネフスキー                          |      | 1918年6月25日 — 1919年3月15日                |
| レオニード・クラーシン                            |      | 1919年3月30日 — 1920年3月20日                |
| レフ・トロツキー                                  |      | 1920年3月20日 — 1920年12月10日               |
| アレクサンドル・エムシャノフ                      |      | 1920年12月10日 — 1921年4月14日               |
| フェリクス・ジェルジンスキー                      |      | 1921年4月14日 — 1923年7月6日                 |